# Aerodramus brevirostris
Aerodramus brevirostris е вид птица от семейство Бързолетови (Apodidae). Видът е незастрашен от изчезване.

## Разпространение
Разпространен е в Бангладеш, Бутан, Китай, Индия, Лаос, Малайзия, Мианмар, Непал, Сингапур, Тайланд и Виетнам.